# Ypsilandra

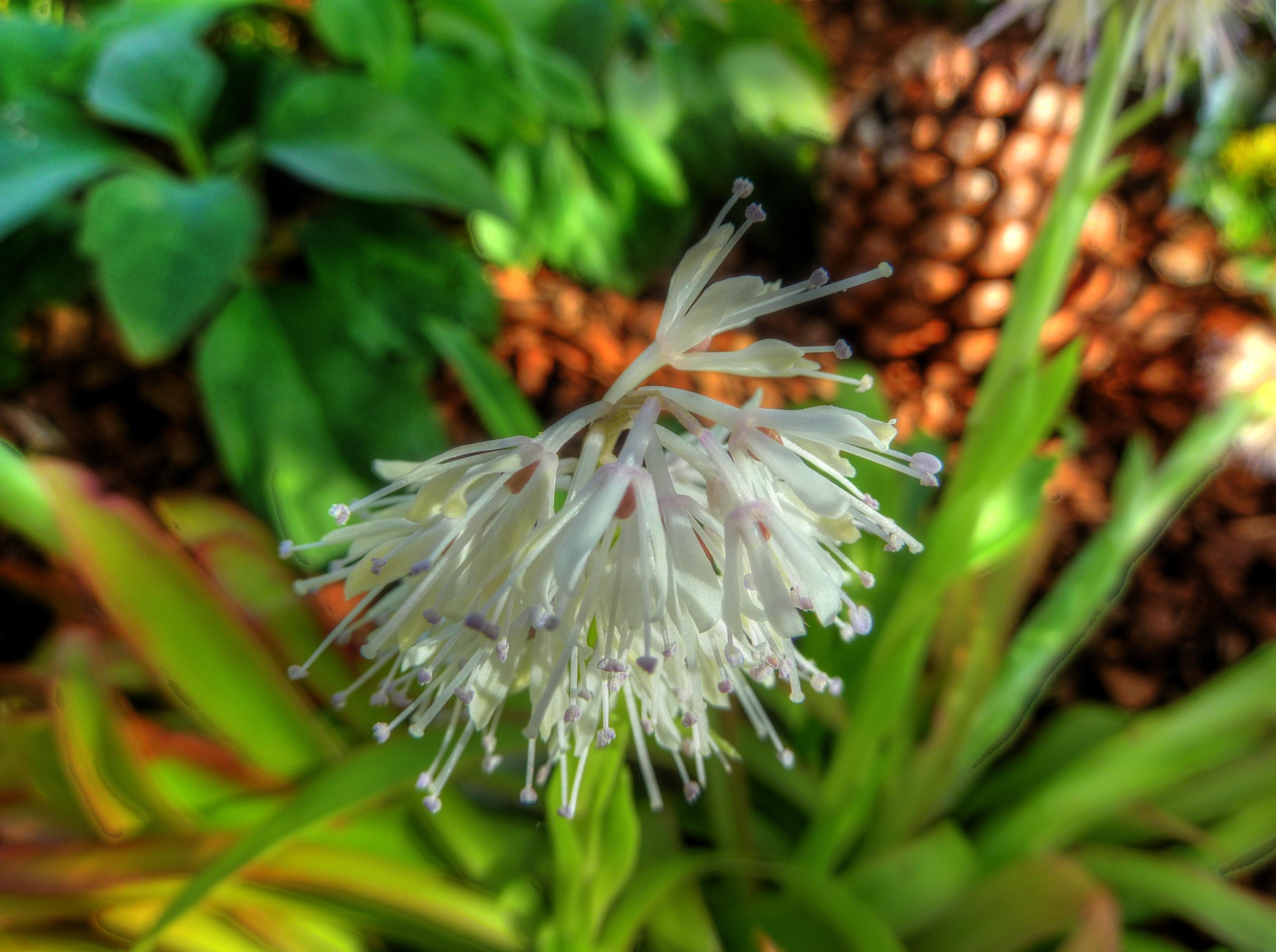
Kwiatostan Ypsilandra thibetica

Ypsilandra Franch. – rodzaj ziemnopączkowych roślin zielnych z rodziny melantkowatych, obejmujący 6 gatunków, występujących w Azji, na obszarze od Nepalu do Chin. 

## Morfologia
ŁodygaPędem podziemnym jest krótkie, zgrubiałe, lekko mięsiste, nagie kłącze. Naziemne, wzniesione pędy kwiatostanowe wyrastają z pachwin liści.
LiścieLiście odziomkowe, równowąskie do lancetowatych, odwrotnielancetowatych lub łopatkowych, klinowate, zebrane w rozetkę. Na pędzie kwiatostanowym liście zredukowane, łuskowate.
KwiatyKwiaty obupłciowe, promieniste, sześciopręcikowe, lejkowate, zebrane po 2–30 w grono. Okwiat pojedynczy, trwały, 6-listkowy. Listki okwiatu wolne, doosiowo z pojedynczym miodnikiem u nasady. Pręciki relatywnie długie, położone w dwóch okółkach, z których wewnętrzny przyrasta u nasady do zalążni. Główki pręcików nerkowate. Zalążnia górna, trójklapowa, trzykomorowa, przechodząca w pojedynczą szyjkę słupka.
OwoceTorebki trójklapowe wierzchołkowo, zawierające liczne, wąskie, wrzecionowate nasiona, obustronnie ogoniaste.

## Systematyka
Pozycja rodzaju według Angiosperm Phylogeny Website (aktualizowany system APG IV z 2016)Rodzaj Ypsilandra zaliczany jest do podrodziny Heloniadeae w rodzinie melantkowatych (Melanthiaceae), należącej do rzędu liliowców (Liliales) zaliczanych do jednoliściennych (monocots).
Gatunki
- Ypsilandra alpina F.T.Wang & Tang
- Ypsilandra cavaleriei H.Lév. & Vaniot
- Ypsilandra jinpingensis W.H.Chen
- Ypsilandra kansuensis R.N.Zhao & Z.X.Peng
- Ypsilandra thibetica Franch.
- Ypsilandra yunnanensis W.W.Sm. & Jeffrey